# Alþýðusamband Íslands
Landsorganisationen (ASÍ), på isländska Alþýðusamband Íslands, är en facklig centralorganisation för arbetare på Island och består av 64 mindre medlemsförbund som organiserar arbetare inom industrin, den offentliga sektorn och delar av den privata servicesektorn. Organisationen har 133 000 medlemmar, varav 120 000 är yrkesverksamma. Den 26 oktober 2018 valdes Drífa Snædal till ordförande för ASÍ, den första kvinnliga ledaren i organisationens historia.
ASÍ är en del av Nordens Fackliga Samorganisation (NFS) varigenom man tillsammans med systerorganisationerna och andra fackliga centralorganisationer i de nordiska länderna bevakar samhällsutvecklingen. ASÍ är även en del av Europeiska Fackliga Samorganisationen (EFS), samt medlemmar i Internationella fackliga samorganisationen (IFS) och Internationella arbetsorganisationen (ILO).
ASÍ grundades 12 mars 1916.